# 山下哲平
山下 哲平（やました てっぺい、2001年12月18日 - ）は、日本の子役である。
モンドラナエンタテインメント所属。以前はスマイルモンキーに所属していた。2007年に芸能界デビューした。

## 出演

### テレビドラマ
- 24時間テレビ 「愛は地球を救う」 君がくれた夏 〜がんばれば、幸せになれるよ〜（2007年8月18日、日本テレビ）
- オトコマエ!（2008年、NHK総合テレビ） - 庄助 役
- ありがとう!チャンピイ〜日本初の盲導犬誕生物語（2008年、フジテレビ） - 浮浪児 役
- 月曜ゴールデン 緑川警部 VS 86人の容疑者（2009年6月22日、TBS）- 幼少期の田伏文郎 役
- 仮面ライダーオーズ 第8話（2010年10月24日、テレビ朝日） - 小学生 役
- ゴーイング マイ ホーム（2012年、関西テレビ） - 坪井栄輔（幼少期） 役

### CM
- オリエンタルランド ディズニー・ハロウィーン2008（2008年）
- Meiji Seika ファルマ 企業CM（2011年）
- 損害保険ジャパン 企業CM「ひまわりと少年」篇